# Tora Teje
Tora Teje (née le 17 janvier 1893 à Stockholm; morte le 30 avril 1970) est une actrice suédoise.

## Filmographie partielle
- 1920 : Le Monastère de Sendomir (Klostret i Sendomir) de Victor Sjöström
- 1920 : La Montre brisée (Karin Ingmarsdotter) de Victor Sjöström
- 1920 : Vers le bonheur (Erotikon) de Mauritz Stiller
- 1925 : La Dame aux camélias (Damen med kameliorna) d'Olof Molander